# 天体望遠鏡

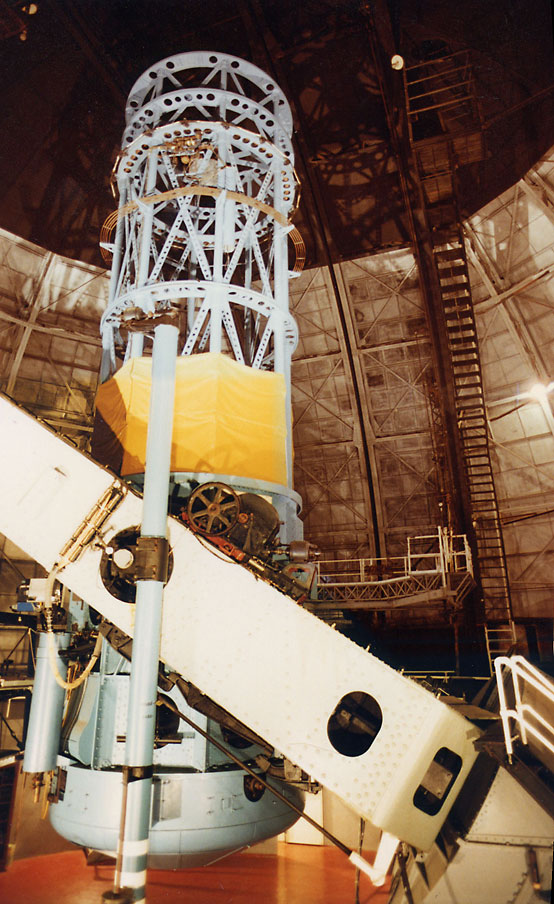
米国ロサンゼルス近郊のウィルソン山天文台にある100インチ(2.54 m)フッカー反射望遠鏡。エドウィン・ハッブルが銀河の赤方偏移を測定し、宇宙の全体的な膨張を発見するために使用しました。

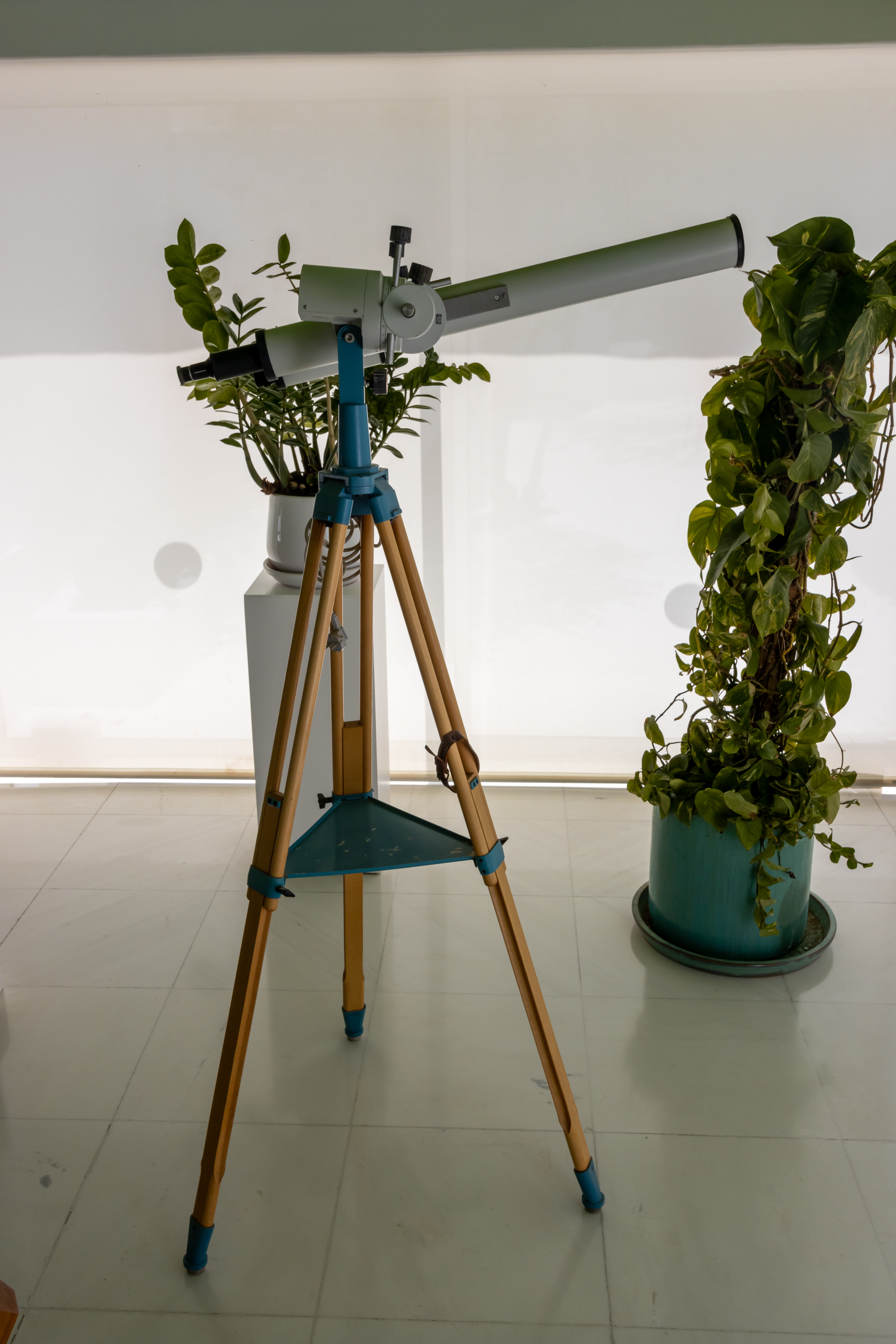

天体望遠鏡（てんたい ぼうえんきょう）とは、天体観測用の望遠鏡。
（天体望遠鏡の歴史を踏まえると、可視光をとらえるための天体望遠鏡の歴史が長く、それがオーソドックスではあるが、その後に可視光以外をとらえるための望遠鏡が次々と開発されて多様化してきた歴史があり）最近では光より波長の長い電磁波で見る赤外線望遠鏡、電波望遠鏡なども、また人工衛星に搭載して地球大気外から観測を行うスペーステレスコープ（space telescope。宇宙望遠鏡）も広義の天体望遠鏡に含めている。 
個人で購入・使用できる小型の光学望遠鏡から、大学、研究機関、行政組織、国際組織などが設置・運用する大型望遠鏡、高性能望遠鏡まで、多様である。
太陽については光量が非常に大きく、通常の天体望遠鏡では失明など極めて重大な健康被害を生じるおそれがあるため、専用の太陽望遠鏡を用いる。

## 種類
さまざまな分類法があるが、
ひとつの分類法としては捕らえる電磁波（光を含む）に着目して、光学望遠鏡 / 電波望遠鏡 / X線望遠鏡 / 赤外線望遠鏡 ...などと分類する方法がある。

## 光学望遠鏡
天体から出る可視光、赤外線、紫外線を光学的な機構で観測する望遠鏡。

### 大型光学天体望遠鏡
大型の研究用望遠鏡はほとんどの場合、カセグレン式望遠鏡としてもニュートン式望遠鏡としても使用できる。長い焦点距離で狭い視野を高倍率で観測したい場合には前者を、より明るい視野を使いたい場合には後者を用いる。これらの大型望遠鏡には穴の開いた主鏡とニュートン焦点、そして様々な位置に脱着可能な副鏡とそれを支えるスパイダーなどが設けられている。
1987年には集合鏡望遠鏡（MMT）が建設され、望遠鏡開発の新しい時代を迎えた。この望遠鏡は口径1.8mの鏡6枚からなり、これらの鏡を合成して口径4.5m相当の集光力を得る仕組みになっている。この方式はケック望遠鏡に受け継がれている。ケック望遠鏡は口径1.8mの鏡を36枚組み合わせた合成口径10mの望遠鏡である。
現在地上に建設されている世代の望遠鏡は、口径6-8mの主鏡を持っている。この世代の望遠鏡では反射鏡はたいてい非常に薄く、多数並んだアクチュエータによって最適な形状に保たれる仕組みを備えている（能動光学を参照のこと）。この技術は口径30m、50m、100mといった未来の望遠鏡計画の設計を推進する原動力となっている。
望遠鏡で使われる検出器は、初めは人間の目であった。後に、写真乾板がその地位に就き、分光計が導入されてスペクトルの情報を得ることを可能にした。現在では写真乾板に続いて電荷結合素子 (CCD) のような電子検出器の世代が後を受け継ぎ、感度と解像度の両面で完全な性能に達しつつある。
現在の研究用望遠鏡には以下のようないくつかの装置が付いている。
- さまざまな波長に対応した撮像用カメラ
- さまざまな波長域のスペクトルを得るための分光計
- 光の偏光を検出する偏光計
- その他

近年、地上の望遠鏡において地球大気の悪影響を克服するためのいくつかの技術が開発され、良い成果を挙げている。これについては補償光学を参照のこと。
回折という光学現象があるために、望遠鏡が到達できる解像度や画質には制限がある。一般に点光源は回折によって有限の面積を持つ円盤状に広がって見え、これをエアリーディスクと呼ぶ。エアリーディスクの有効面積で解像度は決まり、これによって、近接する2つのディスクの角距離がどれだけあれば両者を分離できるかが決まる。この絶対的な限界値をスパローの限界と呼ぶ。この限界値は観測する光の波長と望遠鏡の鏡の直径に依存する。（赤い光は青い光よりも早くこの限界に達する。）これは、ある直径の鏡を持つ望遠鏡はある波長ではある一定の限界値までしか像を分解できないことを意味する。従って、その波長でより高い分解能を得ようとすれば、より大きな鏡を作るしかない。

### 有名な天体望遠鏡
- アメリカヤーキス天文台の 1.02m 望遠鏡は現在使われている最も大きな口径の屈折望遠鏡である。1897年につくられ、レンズは1mの直径を持ち、重さは0.5tにもおよぶ。[3]
- アメリカのウィルソン山天文台の100in（2.54m）フッカー望遠鏡はエドウィン・ハッブルが銀河や赤方偏移を発見した望遠鏡である。反射鏡はサンゴバン製の緑色ガラスで作られている。現在では他のウィルソン山の望遠鏡とともに開口合成望遠鏡アレイの一部となっており、今でも最先端の研究に役立っている。
- アメリカのパロマー天文台の200in（5.08m）ヘール望遠鏡は1948年完成以来、長年にわたって世界一の口径を誇った歴史ある研究用望遠鏡である。ボイジャーなどの惑星観測機やハッブル宇宙望遠鏡・すばる望遠鏡など近年の活躍により差し替えられるまで、天文書に載せられる多くの天体写真がヘールによるものであった。この反射鏡はホウケイ酸ガラス（パイレックス）の単一鏡で、開発に困難を極めたことが知られている。架台もユニークで、赤道儀式だがフォーク式ではなくホースシュー式である。この方式もフォーク式と同様に天の北極近くを撮像できる利点がある。
- ロシア共和国（旧：ソビエト）のゼレンスカヤ天文台の6m光学反射式望遠鏡BTA-6は、大型望遠鏡では当時珍しかった経緯台式架台を採用している。2018年に主鏡を交換して運用中である。
- ハッブル宇宙望遠鏡 (HST、口径2.4m) は地球大気の外の軌道上にあり、大気による屈折で像の歪みを受けることなく観測を行うことができる。この意味でこの望遠鏡は回折限界までの性能を得ることが可能であり、紫外線や赤外線の波長域でも使われている。
- ハッブルの後継機として、ラグランジュ点（L2）を周回するジェイムズ・ウェッブ宇宙望遠鏡（口径6.5m）が2021年に打ち上げられ、2022年から稼働した。ただしこれは赤外線望遠鏡であり、近紫外線、可視光の観測能力は持たない。
- 超大型望遠鏡VLTは2005年現在最も口径の大きな望遠鏡である。口径8.1mの望遠鏡4台からなる。チリのアタカマ砂漠に建設され、ESO が保有している。4台の望遠鏡は独立して操作することも同時に使用することもできる。同時に使用した場合、口径 16.2m 相当の集光力となる。
- 日本の国立天文台がハワイ州のマウナ・ケア山に建設したすばる望遠鏡は口径8.2mで、単一鏡の望遠鏡としては2007年に大双眼望遠鏡が建設されるまで最も口径が大きかった。

ギャラリー
- すばる望遠鏡
- 三鷹天文台歴史館の65cm屈折望遠鏡

## 光以外の電磁波を観測する望遠鏡
単に望遠鏡と言えば通常は光学望遠鏡を指すが、他にも電磁波のほとんど全ての波長域について、それぞれの電磁波を観測するための望遠鏡が存在する。

### X線・ガンマ(γ)線望遠鏡
X線望遠鏡やガンマ線望遠鏡にはいくつかの困難がある。これらの高エネルギ電磁波はたいていの金属やガラスを透過してしまうので、光学式の反射望遠鏡のような、面にほぼ垂直に入射する構成の反射鏡は作ることができず、屈折望遠鏡のようなレンズも、屈折率が1より小さいので作れない。そのためX線望遠鏡では、金などの重金属でリング状の回転放物面を同心円状に多数配置し、面にほぼ水平に近い角度で電磁波を入射させることで全反射させて像を結ぶ。だが、ガンマ線望遠鏡にいたっては、それさえできず、各種の素粒子を検出する方法と同様にガンマ線で電離した粒子を検知する、のような方法をとらざるを得ないのが現状である。半導体検出器も参照のこと。
また、X線やガンマ線は地球の大気で吸収されるため、観測には望遠鏡を搭載した人工衛星を大気圏外に打ち上げる必要がある。

### 他の宇宙望遠鏡
更にマイクロ波などでも、一部の波長領域を除き、大部分は地球大気によって吸収されるため、精密観測を行うためには、望遠鏡を搭載した人工衛星を大気圏外に打ち上げる必要がある。
現在までに、この領域でも、古くは有人スカイラブ計画やサリュート計画を初めとし、日本を含む無人の人工衛星が多数打ち上げられている。太陽観測を初めとして、宇宙誕生時に生じた黒体輻射、銀河系のガス分布、彗星の発見などで活躍している。

## 電磁波以外を観測する望遠鏡
素粒子や重力波など、宇宙からやってくる電磁波以外の粒子や波動を検出・観測する装置のことを広い意味で望遠鏡と呼ぶ場合がある。例として下記のような装置が存在する。

### ニュートリノ望遠鏡
ニュートリノは電気的に中性で質量がほとんど0に近い、極めて軽い粒子である。通常物質とまったく反応せず、地球すらたやすくすり抜けるので容易に観測されないが、巨大な水槽に水などの液体を大量に溜め、そこを通り抜けるニュートリノがごくわずかな確率で物質と反応した際に発生するチェレンコフ光を検出することで間接的に観測している。日本では、岐阜県の神岡鉱山地下深くに超純水を用いたニュートリノ観測装置「カミオカンデ」及び「スーパーカミオカンデ」を作り、超新星爆発によって生じるニュートリノを観測するニュートリノ天文学を発展させた。

### 重力波望遠鏡
超巨大ブラックホールや中性子星のような非常に重い天体が回転・衝突する時、重力波が発生すると考えられており、実際に連星パルサーの周期の変動などによって間接的に観測されている。この重力波の直接検出を試みる装置を重力波望遠鏡と呼ぶことがある。重力波望遠鏡には干渉計型と共振型がある。干渉計型ではレーザー光を使用するマイケルソン干渉計を使用する。共振型ではウェーバー・バーのように推定される重力波の周波数と共振する固有周波数を有する共振体が使用される。
1960年代にアメリカのウェーバーが巨大なアルミニウム円筒の伸縮を精密に観測して重力波を検出しようと試みたのが始まりで、現在ではレーザー干渉計によって空間のわずかな歪みを観測するなどの方法で重力波を直接キャッチしようという試みが世界各地でなされている。代表的な観測装置としてアメリカの LIGO や日本の国立天文台の TAMA300、ドイツのGEO600 などがある。
2016年2月には、LIGOグループによってブラックホール連星からの重力波をはじめて捉えることに成功したと発表された。
宇宙空間に設置する計画も進められており、2015年12月3日にLISA パスファインダーがヴェガロケットでリサジュー軌道に打ち上げられた。

## 天体望遠鏡の架台
赤道儀式架台、経緯台式架台、1軸式架台、「自在ジョイント」方式の架台などがある。
天体望遠鏡は基本的に天体観測に用いるものなので、天体の動き（日周運動）を追尾するのが容易な架台が基本的には便利であり、その意味では赤道儀式架台が便利である。
現代の天文台では、電動モーターで動き、数値制御され、天体の自動追尾を可能とする架台が用いられることが一般的になってきているが、同様の機能（の基本的なもの）を実現する個人向けの比較的安価で小さなユニットも市販されている。
ただし、1960年代あたりにジョン・ドブソンが、地面や床に直接置く きわめてシンプルな水平回転板の上に、高さの低い1軸式の架台（大砲の架台のようなもの）を乗せ、そこに大口径の望遠鏡をまるで大砲のようにのせることを行うようになり、それが近年、アマチュアの天文観測家の間では流行している。もともとは一応、2軸の架台であったが、最近は1軸式の、より一層シンプルなものも増えてきている。
なお人工衛星観測用望遠鏡など、特殊な用途では3軸以上の自由度を持つ架台もある。
赤道儀式架台

地球の自転軸と平行な極軸と、それに直交した赤緯軸の2軸で構成された架台である。
経緯台式架台
鏡筒の水平回転（経線）を受け持つ軸と、それと直交した俯仰角を受け持つ軸（緯線）の2軸を持つ架台である。観光地などに設置されている有料の大型双眼鏡の架台としても使われており、また同様の構造を持つものに、測量に用いられるトランシットがある。
- ドイツ式赤道儀
- 片持ちフォーク式経緯台（ポルタ架台）とケプラー式望遠鏡
- 球形のボディとシンプルな凹型の架台の組み合わせで、一種の「自在ジョイント」としたニュートン式望遠鏡。1976年～2013年に「Astroscan」という名で市販されていたもの。
- アマチュア自作のニュートン式望遠鏡の架台。水平方向は、適当に滑らせるように回せばよい、という発想のもの。ドブソニアン望遠鏡の一種。
- 自動車で牽引するためにナンバープレートがつけられた架台。（1983年）

## 国内メーカー

### 生産中の主なメーカー

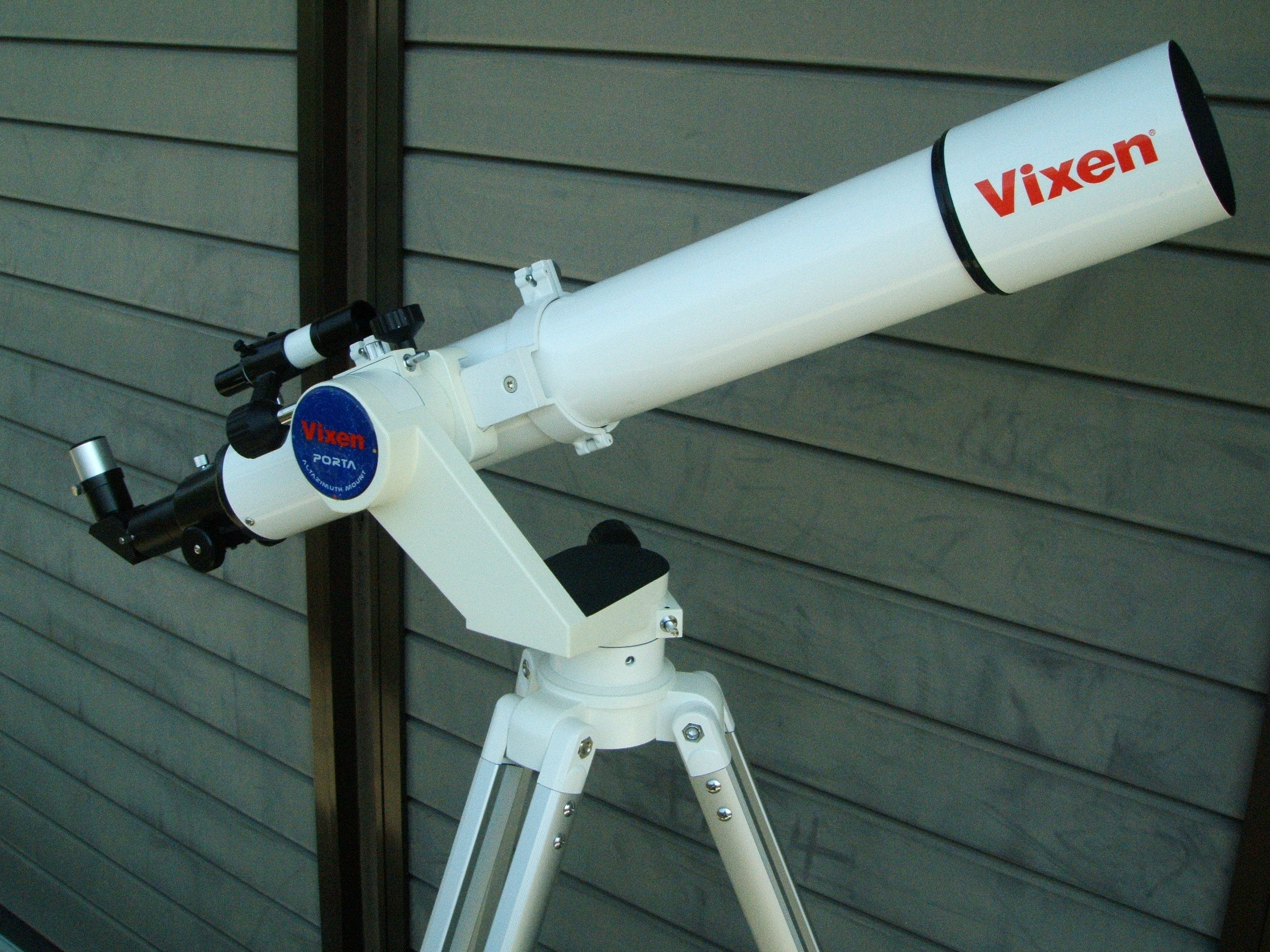
ビクセン

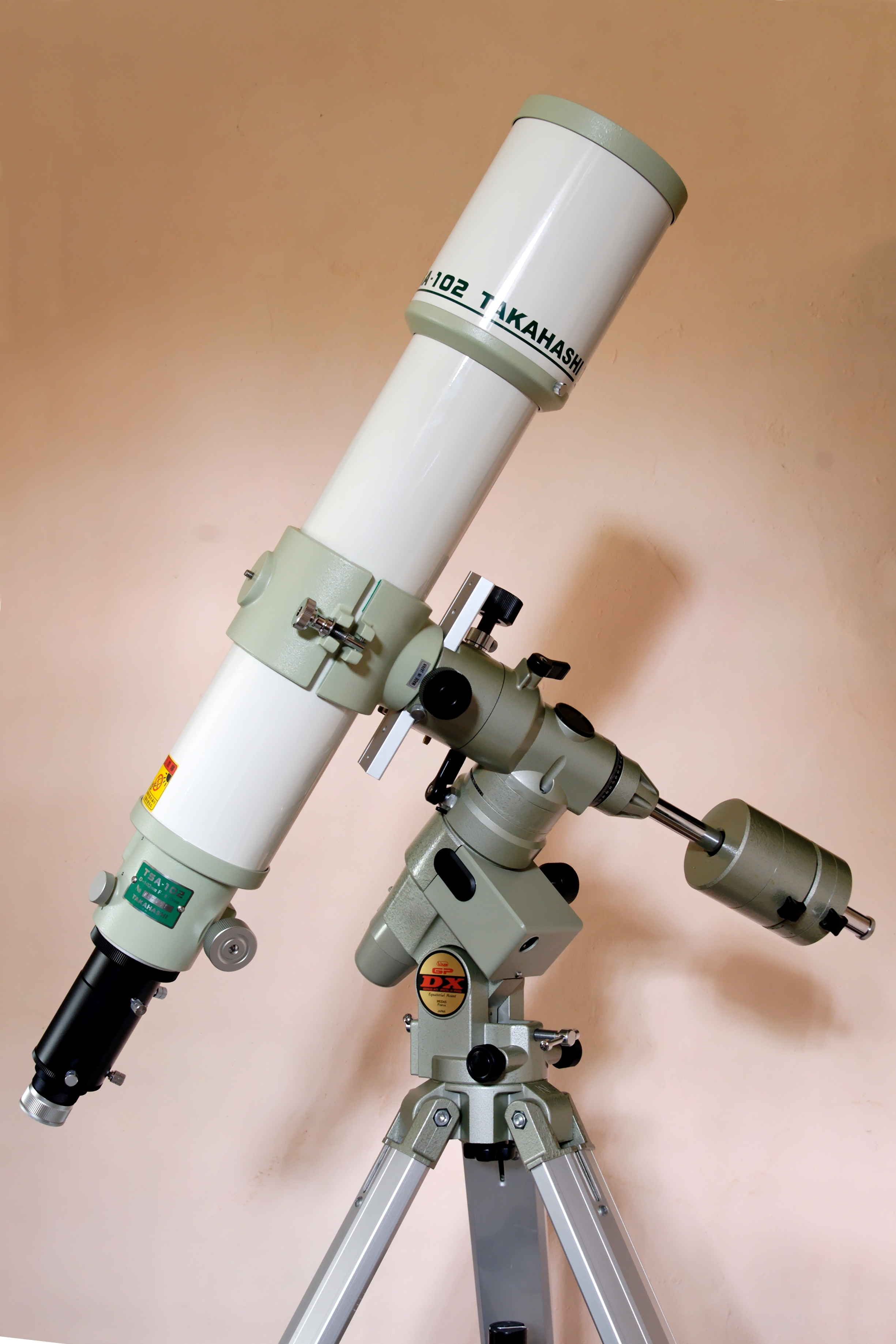
高橋製作所

#### 小中型
※()内は天体望遠鏡分野参入年 - 2024年9月現在
- ビクセン（1966年 - ）- Vixen
- 高橋製作所（1960年 - ）- TAKAHASHI
- ミザールテック（1957年 - ）- MIZAR
- ケンコー（1975年頃 - ）- Kenko
- トミーテック（1991年 - ）- BORG
- スコープテック（2002年 - ）- SCOPETECH
- 笠井トレーディング（1993年 - ）- BLANCA・Ninja
- オルビィス（1960年頃[注釈 1] - ）- KOL-kit

その他、池田レンズ工業(RIGEL)やクリアー光学(CLEAR)、レイメイ藤井など異分野からの参入メーカーも少数ある。

#### 大型
- 五藤光学研究所
- 三鷹光器
- 西村製作所
- 三菱電機 - すばる望遠鏡・なゆた望遠鏡 他
- 昭和機械製作所
- 田中光学工業
- エルデ光器
- 中央光学
- 宇治天体精機 - Sky max

（天体望遠鏡用アイピースのメーカーについては「アイピース」を参照）

### 廃業・生産終了したメーカー
- 日本特殊光学
- ペンタックス
- ニコン
- 清原光学研究所
- アストロ光学工業
- ヨシカワ光器研究所
- すばる光電子
- 宮内光学（アーカイブ:宮内光学・オプトミヤウチ）
- 日野金属産業 - エイコー
- 日本精光研究所 - ユニトロン
- 旭精光研究所 - アスコ

- カートン光学 - カートン
- 関西光学 - カンコー
- 成東商会 - ダウエル
- 法月技研
- パノップ光学
- 原製作所
- 明光製作所
- ミカゲ光器研究所
- 山本製作所
- スリービーチ

## 天体望遠鏡の展示施設
- 国立科学博物館は地球館地下3階に、かつて科博屋上に設置していた望遠鏡（屈折赤道儀）を展示している[9]。
- 約300点を所蔵する「天体望遠鏡博物館」が2016年、香川県さぬき市の廃校を利用して開設された[10][11]。